# John Conolly

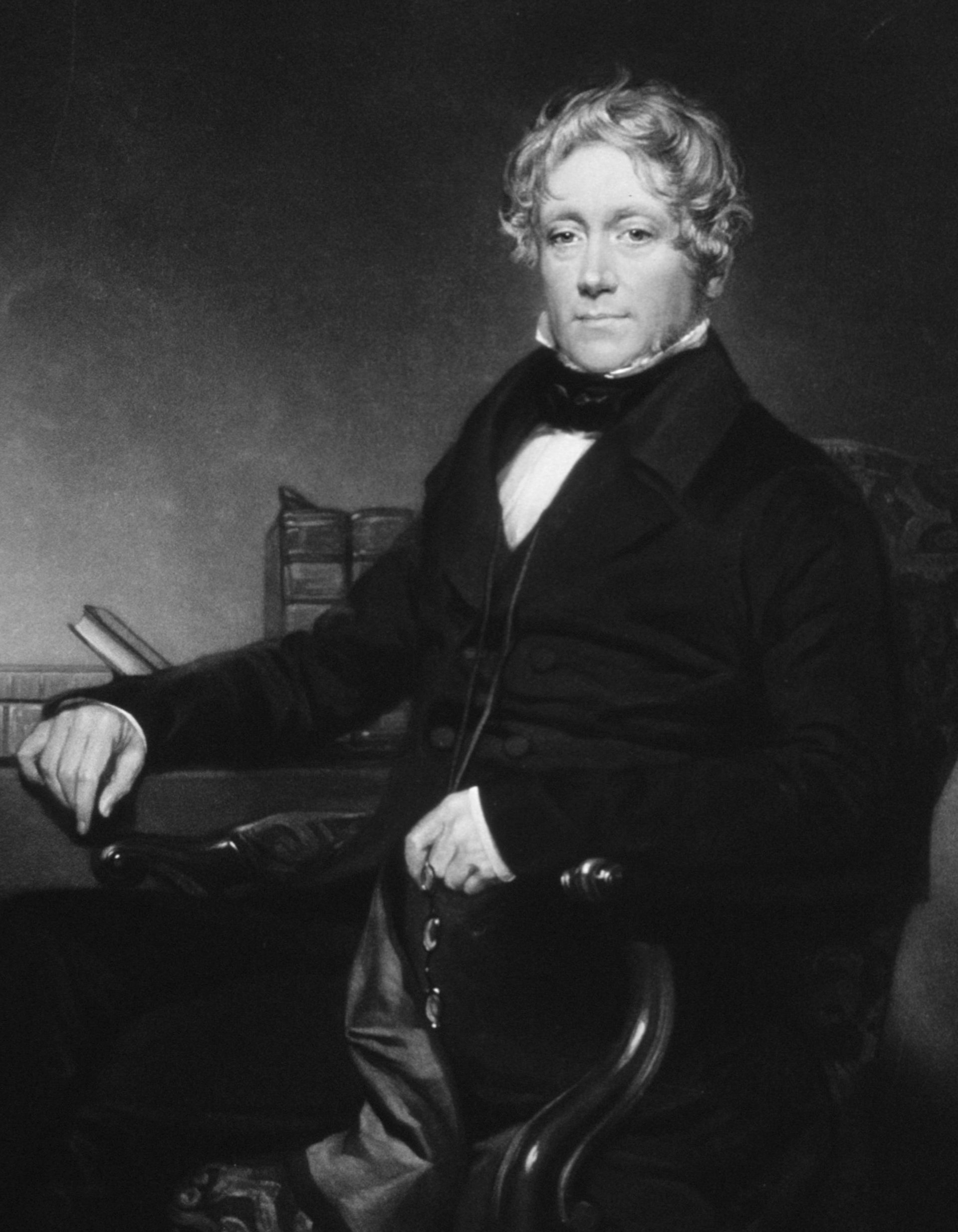
John Conolly

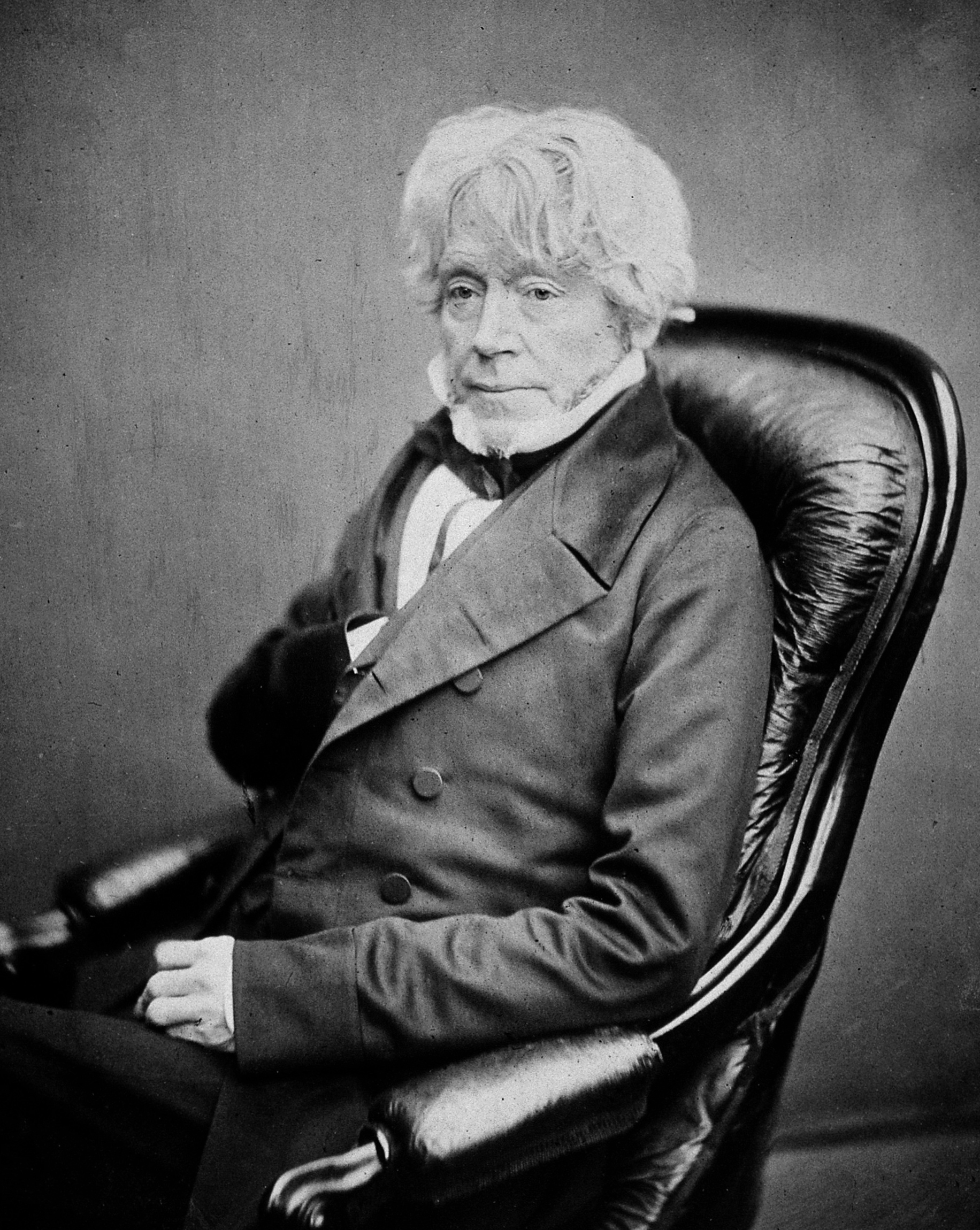
John Conolly

John Conolly (* 27. Mai 1794 in Market Rasen, Grafschaft Lincolnshire; † 5. März 1866 in Hanwell) war ein britischer Arzt für Psychiatrie und Mitbegründer der Vorläuferorganisation der British Medical Association, einer Standesorganisation britischer Ärzte.

## Leben
Conolly entstammte einer irischen Familie und promovierte 1821 in Edinburgh zum Doktor der Medizin (M.D.). Im Anschluss war er in Lewes, Chichester und Stratford-upon-Avon als Arzt tätig (im modernen Sprachgebrauch als niedergelassener Arzt). Im Jahr 1828 erhielt er eine Professur am University College London, die er bis 1831 innehatte. 1830 veröffentlichte er sein Werk Inquiry concerning the indications of insanity und zog später nach Warwick um.
Zusammen mit Charles Hastings (1794–1866) und John Forbes (1787–1861) gründete Conolly 1832 eine medizinische Gesellschaft, die sich die Verbesserung der medizinischen Versorgung auf dem Land zum Ziel setzte. Aus dieser Gesellschaft ging später die British Medical Association hervor.
Im Jahr 1839 wurde er Anstaltsarzt im Middlesex County Asylum, einer „Irrenanstalt“ in Hanwell. Dort setzte er das „No-Restraint-System“ (siehe auch Geschichte der Psychiatrie) ein, welches auf die Anwendung von körperlichem Zwang verzichtet. Seine Stelle in Hanwell gab er 1843 wieder auf, setzte sich aber weiterhin für die sozialpsychiatrische Bewegung ein.
Er veröffentlichte 1856 sein Werk Treatment of the insane without mechanical restraints, welches anfangs stark angefeindet, jedoch später allgemein akzeptiert wurde. Auf Conollys Anstrengungen wird die landesweite Verbreitung des No-Restraint-Prinzips im Vereinigten Königreich zurückgeführt.

## Schriften
- The Indications of Insanity with an introduction by Richard Hunter and Ida MacAlpine. Psychiatric Monograph, Series 4, 1830.
- Construction and Government of Lunatic Asylums. 1847.
- The Treatment of the Insane without Mechanical Restraints. Smith, Elder & Co.: London 1856. Digitalisat
- Essay on Hamlet. 1863.